# Gétye, Zala
Gétye  este un sat în districtul Keszthely, județul Zala, Ungaria, având o populație de 102 locuitori (2011). 

## Demografie
Componența etnică a satului Gétye
     Maghiari (94,38%)
     Germani (5,62%)
Componența confesională a satului Gétye
     Romano-catolici (65,69%)
     Fără religie (10,78%)
     Necunoscută (23,53%)
Conform recensământului din 2011, satul Gétye avea 102 locuitori. Din punct de vedere etnic, majoritatea locuitorilor (94,38%) erau maghiari, cu o minoritate de germani (5,62%).  Din punct de vedere confesional, majoritatea locuitorilor (65,69%) erau romano-catolici, cu o minoritate de persoane fără religie (10,78%). Pentru 23,53% din locuitori nu este cunoscută apartenența confesională.